# HNRNPA2B1
HNRNPA2B1 (англ. Heterogeneous nuclear ribonucleoprotein A2/B1) – білок, який кодується однойменним геном, розташованим у людей на короткому плечі 7-ї хромосоми.  Довжина поліпептидного ланцюга білка становить 353 амінокислот, а молекулярна маса — 37 430.
| 10         |  | 20         |  | 30         |  | 40         |  | 50         |
| ---------- |  | ---------- |  | ---------- |  | ---------- |  | ---------- |
| MEKTLETVPL |  | ERKKREKEQF |  | RKLFIGGLSF |  | ETTEESLRNY |  | YEQWGKLTDC |
| VVMRDPASKR |  | SRGFGFVTFS |  | SMAEVDAAMA |  | ARPHSIDGRV |  | VEPKRAVARE |
| ESGKPGAHVT |  | VKKLFVGGIK |  | EDTEEHHLRD |  | YFEEYGKIDT |  | IEIITDRQSG |
| KKRGFGFVTF |  | DDHDPVDKIV |  | LQKYHTINGH |  | NAEVRKALSR |  | QEMQEVQSSR |
| SGRGGNFGFG |  | DSRGGGGNFG |  | PGPGSNFRGG |  | SDGYGSGRGF |  | GDGYNGYGGG |
| PGGGNFGGSP |  | GYGGGRGGYG |  | GGGPGYGNQG |  | GGYGGGYDNY |  | GGGNYGSGNY |
| NDFGNYNQQP |  | SNYGPMKSGN |  | FGGSRNMGGP |  | YGGGNYGPGG |  | SGGSGGYGGR |
| SRY        |  |            |  |            |  |            |  |            |

A: Аланін

C: Цистеїн

D: Аспарагінова кислота

E: Глутамінова кислота

F: Фенілаланін

G: Гліцин

H: Гістидин

I: Ізолейцин

K: Лізин

L: Лейцин

M: Метіонін

N: Аспарагін

P: Пролін

Q: Глутамін

R: Аргінін

S: Серин

T: Треонін

V: Валін

W: Триптофан

Кодований геном білок за функцією належить до рибонуклеопротеїнів. 
Задіяний у таких біологічних процесах як процесінг мРНК, сплайсінг мРНК, транспорт, транспорт мРНК. 
Білок має сайт для зв'язування з РНК. 
Локалізований у цитоплазмі, ядрі.
Також секретований назовні.